# Леране Хайбуллаєва
Леране Хайбуллаєва (21 червня 1982, Узбекистан), в шлюбах Козакевич та Тульчий — українська кримськотатарська громадська діячка, рестораторка, журналістка й амбасадорка кримськотатарської культури, промоутерка кримськотатарської кухні. Власниця і авторка халяль-кафе «Кримський Дворик» у Львові, учасниця різноманітних гастрономічних проєктів.
Проживає у Львові. Одружена, виховує сина.

## Біографія
Народилась у 1982 році в смт. Джумашуй в Узбекистані в родині нащадків депортованих із Криму у 1944 році кримських татар. У 1990 році з родиною повернулась до Криму. Проживала у в селі Павлівка Джанкойського району, пізніше переїхала до Сімферополя. Заочно закінчила факультет журналістики Таврійського національного університету ім. В. І. Вернадського у Сімферополі, за фахом журналістка. Працювала у різних кримських медіа — районній газеті в Джанкої, на телебаченні, радіомовленні, в Інтернет-журналі. Спеціалізувалась на економічній журналістиці — писала огляди ринку. Також займалась маркетингом і здобула додаткову освіту. На момент окупації Криму працювала в рекламному агентстві в Сімферополі.
Після окупації Криму розпочала активну діяльність з пошуку зниклого 3 березня 2014 року сусіда Решата Аметова — давала інтерв'ю міжнародним медіа про його зникнення, писала дописи у соцмережах, розклеювала на вулиці портрети зниклого, робила сюжети на каналі ATR. Вона першою отримала звістку про загибель Решата. Після початку воєнних дій на сході України займалась волонтерством на підтримку українських військових , шукала ліки серед діаспори у США , організовували аукціони для підтримки біженців з Криму та родин Нібесної сотні та продовжувала висвітлювати ситуацію на півострові на своїй сторінці в фейсбук.
Остерігаючись переслідувань з боку окупаційної влади, в січні 2016 року Леране Хайбуллаєва виїхала з півострова, оселилась в Ірпені з сином та чоловіком. Її батьки залишилися в Криму. Невдовзі після переїзду від двобічної пневмонії помер її Леране Руслан Козакевич (за іншою інформацією, загинув в ДТП в період Революції Гідності).
Невдовзі після переїзду Леране Хайбуллаєва відкрила чебуречну «Толу чіберек» (з кримськотатарської — «повний чіберек»), а через 7 місяців, у 2017 — кав'ярню «Кримський дворик» в Ірпені. Кафе стало центром інформації для переселенців з Криму, у ньому двічі на рік проводилися заходи про Крим. Заклад діяв до початку ковіду. Після закриття закладу влаштувалась у відділ маркетингу в університеті Ірпеня – Університеті державної фіскальної служби України на посаду начальниці відділу маркетингу та перспективних технологій університету.
Під час ковіду Леране Хайбуллаєва створила сторінку у соцмережах «Музей кримських спогадів», де публікувала різні речі та новини про Крим. Також керувала службою доставки плову на дровах «PlovLove» та інтернет-магазином солодощів «Скарби Криму». Сама доставляла кримські страви, які готувала на замовлення.
На Всеукраїнському конкурсі на кращий проєкт соціального підприємництва проєкт «Майстер-клас з кримськотатарської кухні» зайняв ІІІ місце.
У 2020 році стала слухачкою «Бізнес-школи для жінок-ВПО», організованої ГО «Елеос-Україна» за сприяння Посольства Литви в Україні в рамках Програми співробітництва з метою розвитку і сприяння демократії, та отримала грант на розвиток власної справи. Разом із іншою слухачкою бізнес-школи запустила інтернет-платформу «Nashi» з метою просування товарів і послуг підприємців і майстрів-переселенців з Криму і Донбасу на ринку України.
У січні 2022 року одружилася з Олександром Тульчим, військовим медиком, ветераном АТО. Після повномасштабного вторгнення родина виїхала до Черкас. Чоловік залишився в ТРО в селищі під Каневом, у складі десантно-штурмової бригади на початку квітня 2022 року потрапив на фронт. У листопаді 2022 був нагороджений орденом «За мужність» ІІІ ступеня  .
Навесні 2022 року Хайбуллаєва з сином переїхала до Львова, де займалась волонтерством і збирала кошти на авто для ЗСУ. Відкрила у Львові маф із кримськотатарською вуличною їжею, який працював з вересня по грудень 2022 року.

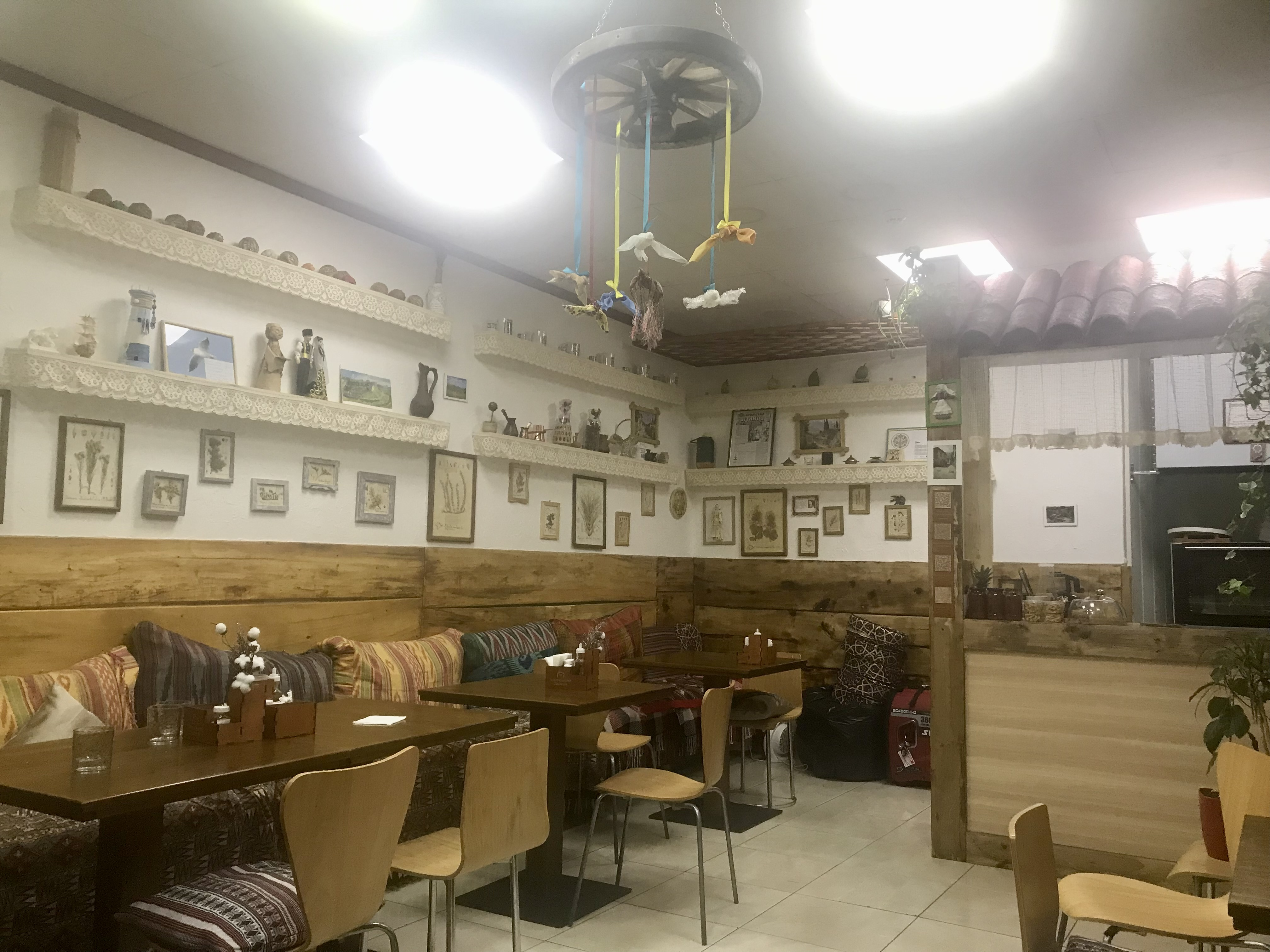
Кафе «Кримський дворик» у Львові

У вересні 2023 року отримала грант від «Банку Львів» і відкрила кав'ярню «Кримський дворик» у центрі міста. Це єдине халяль-кафе у Львові, відкрите носіями кримськотатарської культури. У закладі зібрано багато речей (світлин, журналів, книг, посуду), подарованих кримськими татарами, завдяки яким відвідувачі можуть ознайомитися з кримськотатарською культурою та історією. Своєю місією Леране Хайбуллаєва бачить зберегти культуру, мову, традиції свого народу.
Влітку 2024 року «Кримський дворик» став локацією для зйомок одного із випусків шоу «Холостяк» з Олександром Тереном
У планах Леране Хайбуллаєвої (станом на 2024 рік) відкрити в «Кримському дворику» розмовний клуб з метою поширення інформації про кримську культуру та збереження кримськотатарської мови. Мріє, щоб кримськотатарську страву чебурек внесли до списку нематеріальної культурної спадщини ЮНЕСКО: «Коли вдасться порушити питання чебурека, це буде не просто культурологічне дійство. В гібридній війні проти російського окупанта це буде наша культурологічна перемога, наш здобуток. Я вважаю, що через кулінарну дипломатію можна дієвіше передавати інформацію — вона потрапить одразу в серце того, хто їсть той чебурек».
Леране Хайбуллаєва є промоутеркою кримськотатарської кухні, консультує заклади харчування на заході України. Також бере участь у різноманітних заходів української гастрономічної спільноти. У березні 2025 року була спікеркою на заході CHEF-CHEF у Львові: «Зерно істини: новий погляд на страви з борошна та круп», виступала із доповіддю на тему «Від похідного хлібу до „райської їжі“: кримськотартарські страви з зерна та борошна» . У травні 2025 року виступала на щорічній події Ukrainian Gastro Show (UGS) у Києві із майстер-класом «Страва-символ. Пироги корінних народів України», провела зустріч-лекцію «Кава у джезві: жива традиція кримських татар» у Книгарні-кав'ярні Старого Лева та Ірпінській міській публічній бібліотеці імені Максима Рильського.
Співпрацює з Кримськотатарським Ресурсним Центром. Зокрема, у рамках кампанії «Повернемо назви – повернемо Крим» столик в кафе при очікуванні замовлення отримував табличку з кримськотатарською назвою міста в Криму, а не табличку у вигляді цифри («Акмесджит», «Ак'яр», «Кезлєв» тощо). У межах проєкту «Sweet Box» планується (станом на лютий 2025 року) продаж коробок із традиційними кримськотатарськими солодощами і фрагментом мапи Криму (одним з чотирнадцяти) з історичною назвою регіону. У планах Леране Хайбуллаєвої також продаж кави з собою у стаканчиках, на яких нанесена інформація про кримських політв’язнів, постери руху #Liberateсrimea тощо.